# Raiqwon O'Neal
Raiqwon O'Neal (Conway, 12 gennaio 2000) è un giocatore di football americano statunitense che milita nel ruolo di offensive tackle per i Seattle Seahawks della National Football League (NFL).

## Carriera

### Tampa Bay Buccaneers
Al college O'Neal giocò a football a Rutgers (2018-2021) e a UCLA. Dopo non essere stato scelto nel Draft NFL 2023 firmò con i Tampa Bay Buccaneers. Non riuscì a entrare nel roster attivo e alla fine della pre-stagione fu inserito nella squadra di allenamento.

### Seattle Seahawks
Il 13 settembre 2023 O'Neal firmò con il roster attivo dei Seattle Seahawks. Con essi debuttò come professionista nella gara del secondo turno contro i Detroit Lions giocando 7 snap negli special team.

### Ritorno ai Tampa Bay Buccaneers
il 3 settembre 2024 O'Neal firmò per fare ritorno ai Tampa Bay Buccaneers.